# Saiga-12
Il Saiga-12 è un fucile a canna liscia semiautomatico russo, è prodotto dalla Kalashnikov Concern (la fusione di Izhmash e Izhevsk ). La Kalashnikov Concern produce anche i Saiga 20 ( calibro 20 ) e i Saiga 410 ( calibro .410 ), così come i fucili da caccia semiautomatici Saiga camerati in vari calibri di fucile a fuoco centrale.  Le forze armate russe usano una variante di fucile da combattimento chiamata KSK (Karabin Spetsialniy Kalahnikov, "Carabina speciale Kalashnikov").

## Caratteristiche

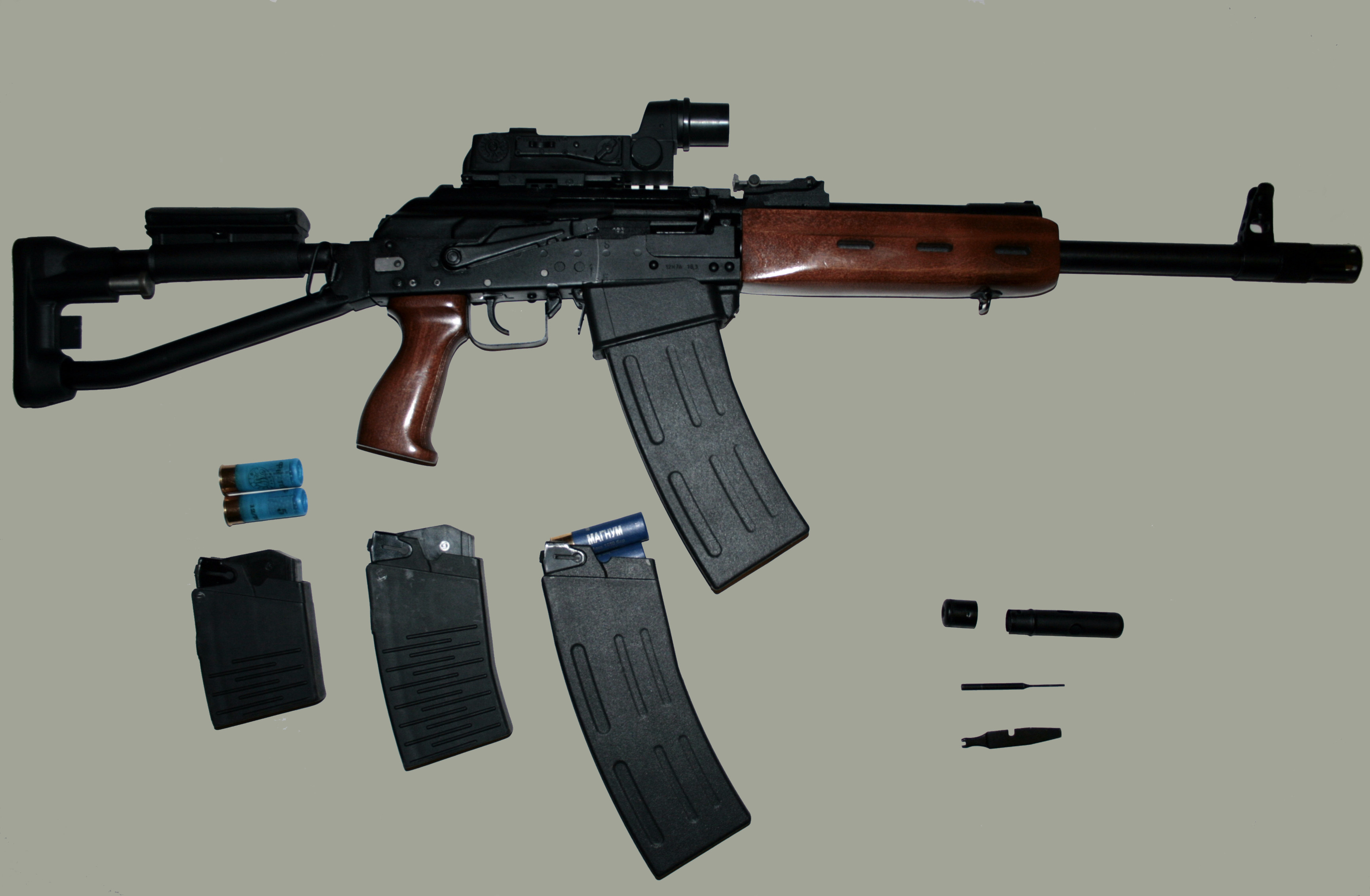
SAIGA-12 con mirino Kobra

Si basa sul meccanismo fondamentale del sistema di armi Kalashnikov, come l'AK-47. Molti dei suoi componenti sono modificati dalla ditta Izhmash. Le modifiche, relative al carico e al meccanismo di chiusura, si sono rese necessarie per adattarle alle relative munizioni, molto ingombranti. È stato inoltre applicato un regolatore di pressione, che permette di modificare l'uscita di gas a seconda dei diversi tipi di munizioni.